# Copa Paulista de Futebol
A Copa Paulista de Futebol é uma competição brasileira de futebol organizada pela Federação Paulista de Futebol. É considerada o segundo torneio em importância em nível estadual em São Paulo. O Campeão tem direito de escolha entre Copa do Brasil ou Serie D.

## História
A competição tem raízas na década de 1960 quando a FPF promoveu pela primeira vez um torneio com a intenção de movimentar as equipes paulistas nos intervalos do calendário do futebol brasileiro. Como resultado, nasceu a Taça Estado de São Paulo de 1962, disputada por 69 equipes e cujo vencedor foi o Corinthians.
Em 1979, a FPF criou a Copa São Paulo de Futebol Profissional, um torneio que foi disputado por três anos consecutivos e que reunia equipes que não estavam competindo no calendário nacional. A primeira edição contou com 22 clubes, a segunda teve 62 participantes e a terceira contou com 56 equipes. Quatro anos depois, a FPF promoveu uma competição nesse formato com 54 times pra comemorar 50 anos de existência.
A Copa Paulista como é conhecida atualmente teve sua primeira edição em 1999 sob a denominação de Copa Estado de São Paulo. Com o mesmo formato das competições antecedentes, resgatava a proposta de ser um torneio para ser disputado por clubes das Séries A1, A2 e A3 do futebol paulista que não participam de alguma das divisões do Campeonato Brasileiro ou que manifestam interesse em colocar seus times alternativos — os chamados "time B" — em atividade. Teve como primeiro campeão o Paulista, de Jundiaí.
A partir de 2001, passou a ser disputada de maneira ininterrupta geralmente no segundo semestre do calendário nacional. Ao longo dos anos, teve diversas denominações, mas sempre mantendo o formato consagrado pela Copa São Paulo de Futebol Profissional.
A partir de 2005, o campeão da Copa Paulista foi indicado a uma das vagas disponíveis à Federação Paulista de Futebol para a Copa do Brasil do ano seguinte e, entre as edições de 2007 e 2010, também disputava a Recopa Sul-Brasileira no mesmo ano. A partir da edição de 2016, o vencedor da competição poderia escolher entre disputar a Copa do Brasil ou o Campeonato Brasileiro - Série D na temporada seguinte.

## Campeões
Todas as edições da competição, reconhecidas oficialmente pela Federação Paulista de Futebol. 

### Copa Paulista
| Ano                                    | Final               | Final                    | Final            | Semifinalistas   | Semifinalistas  |
| Ano                                    | Campeão             | Placar                   | Vice-campeão     | Semifinalistas   | Semifinalistas  |
| -------------------------------------- | ------------------- | ------------------------ | ---------------- | ---------------- | --------------- |
| Taça São Paulo                         |                     |                          |                  |                  |                 |
| 1962 Detalhes                          | Corinthians         | 3 – 1 3 – 3              | Santos           | Ferroviária      | Comercial       |
| Copa São Paulo de Futebol Profissional |                     |                          |                  |                  |                 |
| 1979                                   | Inter de Bebedouro  | —                        | Rio Branco       |                  |                 |
| 1980                                   | Parque da Mooca     | —                        | Sertãozinho      |                  |                 |
| 1981                                   | Oeste               | —                        | Batatais         |                  |                 |
| Copa 50 anos da FPF                    |                     |                          |                  |                  |                 |
| 1985                                   | São Bento           | Quadrangular final       | Sertãozinho      | Juventus         | XV de Jaú       |
| Torneio José Maria Marin               |                     |                          |                  |                  |                 |
| 1987 Detalhes                          | América-SP          | 1 – 1 5 – 2              | São Bento        | Matonense        | Ferroviária     |
| Copa Estado de São Paulo               |                     |                          |                  |                  |                 |
| 1999 Detalhes                          | Paulista*           | 2 – 1 0 – 0              | Ituano           | Ferroviária      | Taubaté         |
| Copa Coca-Cola                         |                     |                          |                  |                  |                 |
| 2001                                   | Bandeirante         | 2 – 0 0 – 1              | União Barbarense | Noroeste         | Juventus-SP     |
| Copa Estado de São Paulo               |                     |                          |                  |                  |                 |
| 2002¹                                  | São Bento           | 2 – 2 0 – 0              | Jaboticabal      | Mirassol         | Nacional-SP     |
| 2002¹                                  | Ituano              | 5 – 0 1 – 2              | Santo André      | Rio Branco-SP    | Ferroviária     |
| 2003                                   | Santo André         | 0 – 1 4 – 1              | Ituano           | Comercial        | Marília         |
| Copa Federação Paulista de Futebol     |                     |                          |                  |                  |                 |
| 2004                                   | Santos              | 3 – 3 0 – 0              | Guarani          | Ituano           | Sertãozinho     |
| 2005                                   | Noroeste            | 3 – 2 4 – 2              | Rio Claro        | Comercial        | Grêmio Barueri  |
| 2006 Detalhes                          | Ferroviária         | 1 – 0 1 – 1              | Bragantino       | São Bernardo     | Botafogo-SP     |
| 2007 Detalhes                          | Juventus-SP         | 2 – 1 2 – 3              | Linense          | Mogi Mirim       | Ferroviária     |
| Copa Paulista de Futebol               |                     |                          |                  |                  |                 |
| 2008 Detalhes                          | Atlético Sorocaba   | 1 – 1 3 – 2              | XV de Piracicaba | Santo André      | Mirassol        |
| 2009 Detalhes                          | Votoraty            | 1 – 2 5 – 1              | Paulista         | Botafogo-SP      | Mogi Mirim      |
| 2010 Detalhes                          | Paulista            | 1 – 1                    | Red Bull Brasil  | Linense          | Penapolense     |
| 2011 Detalhes                          | Paulista            | 2 – 0 1 – 2              | Comercial        | São Bernardo     | Velo Clube      |
| 2012 Detalhes                          | Noroeste            | 2 – 1 1 – 0              | Audax São Paulo² | Ferroviária      | Velo Clube      |
| 2013 Detalhes                          | São Bernardo        | 1 – 1 0 – 0 (4 – 3 pên.) | Audax São Paulo² | XV de Piracicaba | Grêmio Osasco   |
| 2014 Detalhes                          | Santo André         | 1 – 1 1 – 0              | Botafogo-SP      | XV de Piracicaba | Independente-SP |
| 2015 Detalhes                          | Linense             | 2 – 2 0 – 0 (4 – 1 pên.) | Ituano           | União Barbarense | Penapolense     |
| 2016 Detalhes                          | XV de Piracicaba    | 2 – 0 1 – 3 (4 – 2 pên.) | Ferroviária      | Rio Claro        | São Caetano     |
| 2017 Detalhes                          | Ferroviária         | 0 – 0 2 – 2 (7 – 6 pên.) | Inter de Limeira | XV de Piracicaba | Portuguesa      |
| 2018 Detalhes                          | Votuporanguense     | 1 – 1 (5 – 4 pên.)       | Ferroviária      | Atibaia          | Red Bull Brasil |
| 2019 Detalhes                          | São Caetano         | 3 – 2 1 – 1              | XV de Piracicaba | EC São Bernardo  | Mirassol        |
| 2020 Detalhes                          | Portuguesa          | 2 – 1 3 – 2              | Marília          | XV de Piracicaba | São Bernardo    |
| 2021 Detalhes                          | São Bernardo        | 0 – 2 2 – 0 (5 – 4 pên.) | Botafogo-SP      | Portuguesa       | São Caetano     |
| 2022 Detalhes                          | XV de Piracicaba    | 3 – 1 3 – 2              | Marília          | São Caetano      | Portuguesa      |
| 2023 Detalhes                          | Portuguesa Santista | 1 – 0 2 – 2              | São José         | XV de Piracicaba | Grêmio Prudente |
| 2024 Detalhes                          | Monte Azul          | 0 – 1 1 – 0 (4 – 3 pên.) | Votuporanguense  | União São João   | Portuguesa      |
| 2025 Detalhes                          | A disputar          | A disputar               | A disputar       | A disputar       | A disputar      |

* Conquistou o título de forma invicta.
¹ Em 2002 o torneio foi dividido em duas regiões. Na região oeste do estado o torneio teve o nome de Copa Futebol Interior, enquanto na região leste foi disputado com o nome de Copa Mauro Ramos.
² Até 2013, o Grêmio Osasco Audax era conhecido como Audax São Paulo e tinha como sede a cidade de São Paulo, tendo-se mudado, posteriormente, para Osasco.

### Títulos por clube
CP. ^  Em 2002, a competição foi dividida em duas regiões.

### Artilheiros
desde a Copa Paulista de 1999
- 1999 — Canela (Ituano) — 8 gols
- 2001 — Fabricio Carvalho (União Barbarense) — 10 gols
- 2002 — Rogério Delgado (Nacional) — 16 gols
- 2003 — Osny (Comercial) — 17 gols
- 2004 — Moisés (Sertãozinho) — 10 gols
- 2005 — Felipe (Noroeste) — 11 gols
- 2006 — Laércio (União São João) — 12 gols
- 2007 — Marcinho (Juventus) — 13 gols
- 2008 — Fábio Santos (XV de Piracicaba) — 14 gols
- 2009 — Diego Barbosa (Paulista) — 17 gols
- 2010 — Henan (Red Bull Brasil) — 15 gols
- 2011 — João Paulo (Linense) — 21 gols
- 2012 — Paulinho (XV de Piracicaba) — 11 gols
- 2013 — Helton (Audax), Negueba (Francana), Duduzino (Inter de Limeira), Marcão e Rafael (Ituano), David Dener e Maurício (Mirassol), e Thiago Tremonti (São Bento) — 7 gols
- 2014 — Henan (São Bernardo FC) — 11 gols
- 2015 — Thiago Humberto (Linense) — 11 gols
- 2016 — Medina (Rio Claro) — 10 gols
- 2017 — Léo Castro (Ferroviária) e Guilherme Queiróz (Portuguesa de Desportos) — 14 gols
- 2018 — Felipe Fumaça (Olimpia) e Léo Castro (Red Bull Brasil) — 11 gols
- 2019 — Jhonny (EC São Bernardo) e Macena (XV de Piracicaba) — 11 gols
- 2020 — Gustavo Nescau (Marilia) e Adilson Bahia (Portuguesa de Desportos) — 8 gols
- 2021 — Caio Mancha (Portuguesa de Desportos) — 6 gols
- 2022 — Caio Mancha (Portuguesa de Desportos) — 8 gols
- 2023 — Franco (Portuguesa Santista) — 8 gols
- 2024 — Wermeson (São Caetano) e Maceió (Portuguesa de Desportos) — 7 gols